# Peña Rey Ardid Bilbao
CA Peña Rey Ardid Bilbao – hiszpański klub szachowy z siedzibą w Bilbao.

## Historia
Klub powstał w 1945 roku i został nazwany na cześć Ramóna Reya Ardida. Zespół uczestniczył w drugim sezonie Primera División w 1957 roku, zajmując wówczas czwarte miejsce w klasyfikacji. W sezonie 1962 klub uzyskał piąte miejsce w lidze, a w 1966 roku spadł z ligi. Od 1973 roku Peña Rey Ardid ponownie grał w Primera División. W sezonie 1981 zespół uzyskał piątą pozycję w mistrzostwach kraju. W 1982 roku klub zajął trzecie miejsce w lidze, za Vulką Barcelona i UGA Barcelona. W kolejnym sezonie zespół zdobył wicemistrzostwo kraju, ulegając jedynie Vulce Barcelona. W tym okresie czołowym zawodnikiem klubu był Juan Mario Gómez Esteban. W 1984 roku zespół spadł z ligi.